# Pulung Kencana
Pulung Kencana is een bestuurslaag in het regentschap Tulang Bawang Barat van de provincie Lampung, Indonesië. Pulung Kencana telt 7668 inwoners (volkstelling 2010).